# Brodski Stupnik
Brodski Stupnik è un comune della Croazia di 3 526 abitanti della regione di Brod e della Posavina.